# Weißkugel
Weißkugel ([ˈvaɪ̯sˌkuːɡl̩]ⓘ; wł. Palla Bianca) – szczyt w Alpach Ötztalskich, części Centralnych Alp Wschodnich. Leży na granicy między Austrią (Tyrol) a Włochami (Południowy Tyrol). Ze szczytu widać między innymi: Alpy Berneńskie, Alpy Glarneńskie, Alpy Retyckie, Masyw Ortleru i Dolomity. Jest to drugi co do wysokości szczyt Alp Ötztalskich oraz najwyższy szczyt na granicy austriacko-włoskiej.
Szczyt można zdobyć drogami ze schronisk: Bella Vista (2842 m), Weißkugel Hütte (2544 m) przez lodowiec Langtauferer Ferner, Oberetsch Hütte z doliny Matscher Tal lub Hochjochhospiz (2413 m) przez lodowiec Hintereisferner.
Pierwszego wejścia dokonali Joseph Anton Specht, Leander Klotz i Nicodem Klotz 30 września 1861 r.